# عوف الأعرابي
أبو سهل عوف بن أبي جميلة الأعرابي البصري . ولم يكن أعرابيا بل شهر به، وعداده في صغار التابعين. ولم يروي شيء عن أحد له صحبة . وكان قدريا فيه تشيع ورفض. وكان من علماء البصرة على بدعته. وكان ثقة مكثرا. وقد وثقه جماعة. مات سنة ست وأربعين ومائة وقيل : سنة سبع.

## روايته للحديث النبوي
- روى عن أبي العالية، وأبي رجاء العطاردي، وزرارة بن أوفى، وابن سيرين، والمنذر بن مالك، وخلاس، وجماعة.
- حدث عنه: شعبة، وابن المبارك، وغندر، وروح، والنضر بن شميل، وهوذة بن خليفة، وطائفة آخرهم عثمان بن الهيثم.[1]

## أقوال العلماء فيه
الجرح والتعديل
- قال أبو حاتم الرازي : صدوق صالح.
- قال أبو دواد السجستاني : كان شيعيا.
- قال أبو عبد الله الحاكم النيسابوري : ثقة.
- قال أحمد بن حنبل : ثقة صالح الحديث.
- قال أحمد بن شعيب النسائي : ثقة ثبت.
- قال ابن حجر العسقلاني : ثقة رمي بالقدر وبالتشيع، ومرة: احتج به الجماعة.
- قال داود بن أبي هند : كان يضربه ويقول: ويلك يا قدري.
- قال علي بن المديني : ثقة ثبت.
- قال محمد بن بشار العبدي : كان قدريا رافضيا شيطانا.
- قال محمد بن سعد كاتب الواقدي : ثقة كثير الحديث وكان يتشيع.
- قال محمد بن عبد الله الأنصاري : كان يقال: له عوف الصدوق، كان من أثبتهم جميعا ولكنه كان قدريا.
- قال محمد بن عبد الله المخرمي : والله ما رضي عوف ببدعة واحدة حتي كانت فيه بدعتان قدري شيعي.
- قال مروان بن معاوية الفزاري : كان يسمي الصدوق.
- قال مسلم بن الحجاج النيسابوري : غير مدفوع عنه الصدق والأمانة.
- قال يحيى بن معين : ثقة.